# Horst Roigk
Horst Roigk (* 23. Oktober 1931; † März 2000) war als Offizier im besonderen Einsatz in der Volkswirtschaft der DDR und innerhalb des Ministeriums für Staatssicherheit (MfS) jahrzehntelang in Schlüsselpositionen tätig, so im Ministerium für Innerdeutschen Handel, Außenhandel und Materialversorgung.
Horst Roigk war Leiter der Abteilung Koordination in der MfS-Hauptabteilung XVIII, die für die Sicherung der Volkswirtschaft der DDR zuständig war, danach der erste Leiter des damals im Entstehen begriffenen Bereichs Kommerzielle Koordinierung.

## Leben
1955 trat Roigk ins Ministerium für Staatssicherheit ein. 1966 war er als OibE im Ministerium für Außenhandel (MAH) kommissarischer Leiter des in Gründung befindlichen Bereichs Kommerzielle Koordinierung.
Im Oktober 1973 promovierte Roigk zum Dr. jur. an der Juristischen Hochschule Potsdam (JHS) des MfS. Das Thema der Dissertation lautete: Die politisch-operative Führung einer Gruppe Sachkundiger im Ministerium für Außenwirtschaft im Prozeß der Aufdeckung, Verhinderung und Bekämpfung feindlicher Angriffe gegen die Außenwirtschaftsbeziehungen der Deutschen Demokratischen Republik zum nichtsozialistischen Wirtschaftsgebiet.
Später war er Abteilungsleiter der HA XVIII/4, bis 1989 zuständig u. a. für die Staatliche Plankommission (SPK). Sein letzter MfS-Dienstgrad war Oberst.

## Wirken
Zu den Bereichen der Abteilung 4 unter Leitung von Roigk gehörten: Zentrale Planung und Finanzen; Staatliche Plankommission, Ministerien der Finanzen und für Materialwirtschaft, Staatsbank, Zentralverwaltung für Statistik, Staatssekretariate für Arbeit und Löhne, für Berufsbildung, Amt für Preise, Zentrales Vertragsgericht.
Roigk, der anfänglich die Abteilung Koordination in der HA XVIII des MfS leitete, war als Leiter der Abteilung Kontrolle und Inspektion im MAI für die Abwicklung der sogenannten Kirchengeschäfte zuständig und führte die Geschäfte des im April 1966 mit Wirkung vom 1. Oktober 1966 gegründeten Bereichs Kommerzielle Beziehungen, später Kommerzielle Koordinierung, bis er von Alexander Schalck-Golodkowski als Leiter abgelöst wurde. Am 7. Dezember 1966 erfolgte Schalck-Golodkowskis offizielle Bestätigung durch den Ministerrat der DDR in seiner neuen Funktion als stellvertretender Außenhandelsminister und Leiter des Bereichs Kommerzielle Koordinierung. Das Kirchengeschäft übernahm der Stellvertreter Roigks, Manfred Seidel.
Horst Roigk erhielt 1980 mit drei Mitarbeitern den Auftrag, im Vorfeld des X. Parteitages die Lage der Volkswirtschaft der DDR für eine „Information“ zu analysieren. Nach einer Woche war das „Expertenergebnis“ zur ökonomischen Lage vernichtend, insbesondere im Hinblick auf die außenwirtschaftliche Situation. Die Bruttoverschuldung gegenüber dem Westen betrug über 30 Milliarden DM und gegenüber der UdSSR 7 bis 8 Milliarden DDR-Mark. Jährlich fehlten bereits 2 bis 3 Milliarden DM für Tilgung, Zinszahlung und Finanzierung von Importen. Somit stand die DDR bereits 1980 vor dem Zusammenbruch.
Roigk war nach der Wende und friedlichen Revolution in der DDR Mitglied der Initiativgemeinschaft zum Schutz der sozialen Rechte (ISOR). Er lebte zuletzt in Neuenhagen bei Berlin und verstarb im Alter von 68 Jahren.

## Publikation
- Die Tätigkeit des ehemaligen MfS zur Sicherung der Volkswirtschaft der DDR. In: ZWIE-GESPRÄCH Nr. 28/29 (1995), S. 12–23.